# Lycée Alphonse-Daudet
Pour les articles homonymes, voir Daudet.
Le lycée de garçons de Nîmes, devenu lycée Alphonse-Daudet en 1966, est un établissement d'enseignement secondaire et supérieur public de la ville de Nîmes, dans le département du Gard et la région Occitanie. Il fait partie des trois lycées les plus peuplés de l'académie avec le lycée Joffre à Montpellier et le lycée François-Arago de Perpignan. Son taux de réussite au bac en 2019 est de 94,2%.

## Histoire
La vocation d'établissement scolaire du lycée n'est qu'une de ses nombreuses reconversions et succession de bâtiments au fil des siècles. En effet, il fut construit, au cours du XVIe siècle en tant qu'hospice, constitué de nombreux édifices disparates dont l'ancien hôpital Ruffy dans tout le quartier que constituait le faubourg Saint-Antoine, hors les murs, jusqu'au niveau de l'actuelle Porte de France.

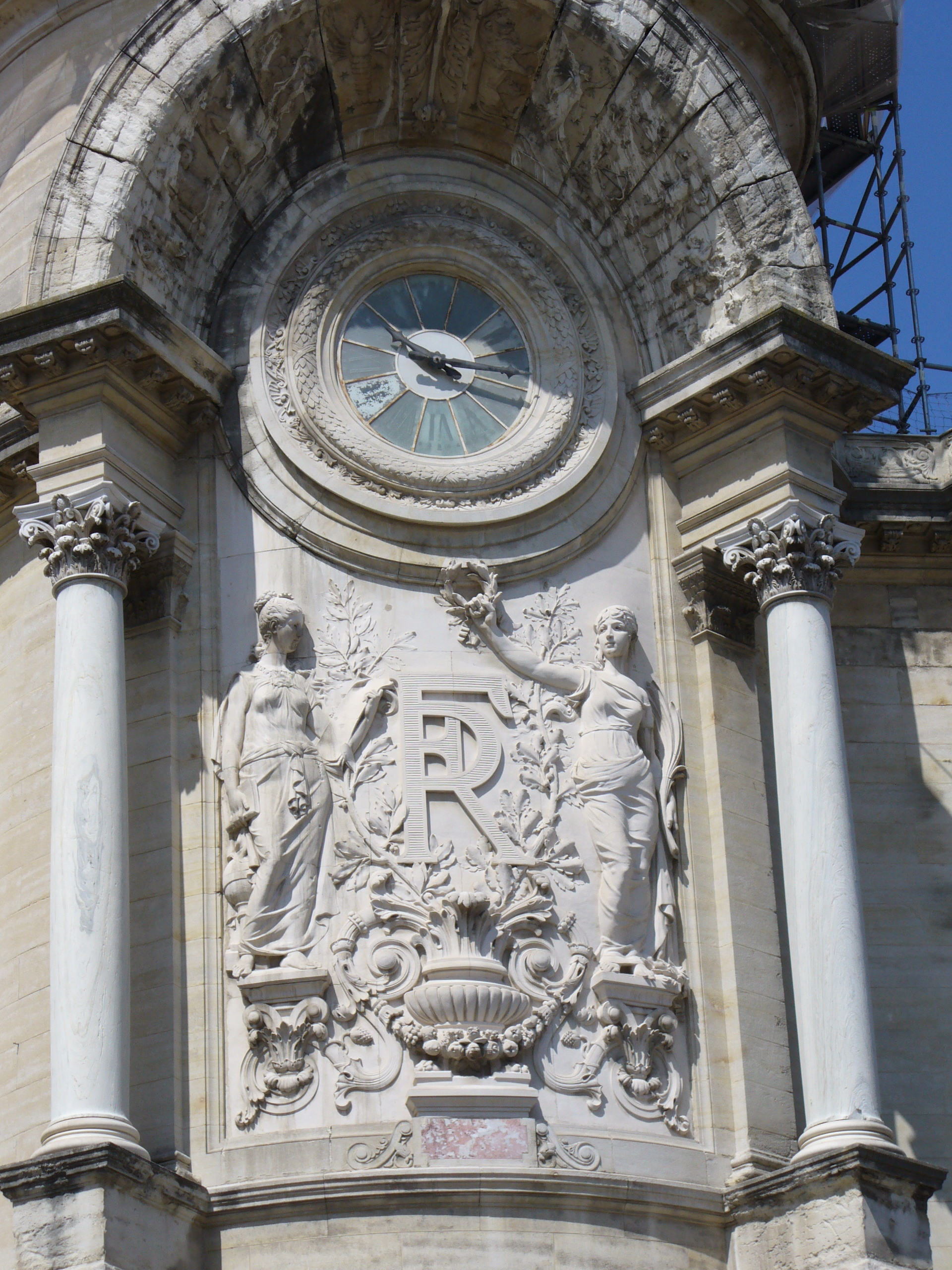
Horloge du lycée Alphonse-Daudet.

Plus tard, il devint un hôpital. Les autorités locales ne purent édifier son imposante façade néoclassique qu'avec l'aval de Napoléon Bonaparte, à partir de 1807 et sur les plans de l'architecte Charles Durand, qui choisit d'aménager de larges arcades au rez-de-chaussée qui abritaient des commerces et dont l'architecture n'est pas sans rappeler celle des arènes romaines toutes proches… Sous la longue corniche du toit, une très grande frise avec métopes et triglyphes reproduit 120 scènes et allégories en relation avec la médecine, la charité mais aussi avec des scènes de la vie courante et des métiers divers…
Pressenti comme Palais des Arts aux débuts de la Troisième République (décennie 1870), l'architecte Granon procède alors à l'aménagement d'un hall avec escaliers monumentaux sur voûtes et piliers aux riches décors et cour d'honneur en lieu et place de l'ancienne chapelle de l'hôpital et de l'hospice d'humanité avec colonnades à portiques alors réemployées. « L'hospice d'humanité » est alors transféré sur la route d'Uzès construit de 1864 à 1874 et deviendra, après de nombreuses extensions durant la première moitié du XXe siècle, l'hôpital général Gaston Doumergue à partir de 1937-38 lors du déménagement de ses derniers locaux du faubourg St Antoine qui accueillent, depuis, la Chambre de Commerce et d'Industrie, rue de la République.
Mais cet ambitieux projet de « Palais des Arts » est avorté par la décision prise en 1881 par la nouvelle municipalité d'Ali Margarot d'y transférer l'ancien lycée des garçons qui se trouvait encore dans les locaux de l'ancien collège des Jésuites (actuels musées archéologiques, des sciences naturelles et d'ethnologie). Il deviendra ainsi le premier lycée d'État pour garçons ouvert progressivement de 1883 à 1888 (l'établissement est donc ouvert dès 1883 alors que le chantier d'aménagement et d'extension n'est pas encore achevé). De fait, il est considérablement agrandi de 1883 à 1885 par les architectes Lucien Feuchère et Alfred Granon de Grolier dans un style académique alors en vogue, avec l'utilisation de la brique en alternance avec la pierre ; frises en céramique émaillée à décors floraux courant le long des façades (prémisses de l'art nouveau) et l'installation des préaux des cours soutenus par des colonnes en fonte de fer ouvragées issues de fonderies marseillaises.
De cette même époque (1887-1889) date la grande horloge très originale de la rotonde d'angle face aux arènes attribuée à l'architecte Auguste Augière. Son architecture est assez curieuse (typique de l'éclectisme de la fin du XIXe siècle). Elle est richement décorée d'allégories en tous genres parfois surprenantes : la grande arcade qui abrite le cadran, soutenue par deux massives colonnes de marbre, porte la représentation des 12 signes du zodiaque ; sous le cadran, deux grandes allégories féminines (arts et culture semble-t-il) par le sculpteur Marcel Mérignargues portent le sigle RF. Enfin, l'arcade est surmontée de l'emblème de la ville de Nîmes ; une reproduction en miniature de l'amphithéâtre romain surmonté de la Maison Carrée. Le clocheton à coupole renferme un carillon de trois cloches. Les colonnes à section carrée en forme de gaines qui supportent ce dôme portent, gravés, les noms des grandes civilisations antiques ainsi que des têtes, formant chapiteaux, censées représenter elles aussi ces grandes civilisations.
L'ensemble du lycée est divisé en quatre cours par un vaste bâtiment en forme de croix. Son intersection est occupée par une sorte de tour carrée massive couverte d'une toiture à quatre pans qui renferme le grand escalier central principal desservant les étages supérieurs. Deux autres cours sont présentes au nord, derrière l'ancienne salle des fêtes (actuelle salle Jacques-Terrisse).
Il prendra en 1966 le nom de l'écrivain Alphonse Daudet, à l'initiative de Maurice Gony. Il est en grande partie classé monument historique depuis 2007, et a été partiellement rénové[Quand ?]. Il est l'héritier de l'Université de Nîmes, fondée par François Ier en 1539 (lettres patentes de Fontainebleau), devenue en 1670 collège des Jésuites que la Révolution, les Empires français (premier et second), la Restauration, les Républiques (seconde et troisième) transformeront successivement en École centrale, lycée impérial, collège royal, et enfin en lycée National.

## Localisation
Le lycée est situé boulevard Victor-Hugo, dans le centre de la ville, à proximité du Carré d'art, de la Maison Carrée et des arènes.

## Direction
- Alfred Chardon (1883-1890)[2] ;
- ? Rossi (1890-1893)[3] ;
- Louis Darboux (1893-1902)[4] ;
- Émile Boudier (1902-1908[5]) ;
- ? Denis (1908-1911) ;
- Arthur Maluski (1911-1914)[6] ;
- Constant Dubroux (1915-1920) ;
- Fernand Dubesset (1920-1936)[7] ;
- Raoul Thauziès (1936-1939) ;
- Félix Pilod (1939-1945) ;
- Georges Rassat (1945-?) ;

[…]
- Roger Brassart (?-1956) ;
- Jean Guille (1956-1968)[8] ;
- Robert Bréchon (1968-années 1970)[réf. souhaitée] ;

[…]
- Jacques Terrisse (années 1980[9]-1993) ;
- Mireille Mallet-Ménard (1993-1999) ;
- Philippe Darbelet (1999-2006)[10] ;
- Martine Uturald-Giraudeau (2006-2012)[11] ;
- Janine Barbé (2012-2017) ;
- Frédéric Pagneux (2017-2021)[12] ;
- Pascal Lorblanchet (depuis 2021)[13]

## Effectifs, structures et formations
Le lycée est polyvalent, il regroupe les sections générales littéraire, économique et sociale, ainsi que scientifique, et la section technologique de gestion. Il dispose d'un internat et des spécialités arts plastiques, Histoire de l'Art et sport-études. Au chapitre des options, le lycée peut se targuer de présenter des classes européennes en anglais (Maths ou SVT), espagnol (SVT) et allemand (Histoire), mais aussi des sections tchèque, portugais et russe. Il propose également depuis septembre 2010 une section Abibac. D'autre part le lycée est doté d'une classe préparatoire aux études supérieures et de classes préparatoires aux grandes écoles  : 3 par niveau en CPGE scientifiques (MPSI, PCSI, puis PC, MP et PSI en seconde année) et littéraires (AL et BL) et une pour les économistes (ECE option économie). Ces CPGE visent les concours d'admission à diverses écoles d'ingénieurs, de gestion, de commerce mais aussi aux IEP, ENS, ENSAE, ENSAI et école des Chartes. Le corps professoral s'élève à 200 personnes tandis que les élèves (lycéens et étudiants) sont environ 2 000.

### Classement

#### Classement des classes d'enseignement secondaires
En 2015, le lycée se classe 10e sur 17 au niveau départemental quant à la qualité d'enseignement, et 1195e au niveau national.

#### Classement des classes préparatoires aux grandes écoles
Le classement national des classes préparatoires aux grandes écoles (CPGE) se fait en fonction du taux d'admission des élèves dans les grandes écoles. En 2015, le magazine L'Étudiant donnait le classement suivant pour les concours de 2014 :
| Filière | Élèves admis dans une grande école* | Taux d'admission* | Taux moyen sur 5 ans | Classement national | Évolution sur un an |
| --- | ----------------------------------- | ----------------- | -------------------- | ------------------- | ------------------- |
| ECE | 0 / 28 élèves                       | 0 %               | 1 %                  | 68e sur 110         |                     |
| Khâgne A/L | 1 / 22 élèves                       | 5 %               | 3 %                  | 32eex-æquo sur 45   |                     |
| Khâgne B/L | 11 / 22 élèves                      | 0 %               | 0 %                  | 11e sur 22          | =                   |
| MP / MP* | 0 / 44 élèves                       | 0 %               | 0 %                  | 64eex-æquo sur 116  | =                   |
| PC / PC* | 0 / 33 élèves                       | 0 %               | 0 %                  | 57eex-æquo sur 111  | =                   |
| PSI / PSI* | 1 / 46 élèves                       | 2 %               | 1 %                  | 79eex-æquo sur 122  | 1                   |
| Source : Classement 2015 des prépas - L'Étudiant (Concours de 2014). * le taux d'admission dépend des grandes écoles retenues par l'étude. En filières ECE et ECS, ce sont HEC, ESSEC, et l'ESCP. Pour les khâgnes, ce sont l'ENSAE, l'ENC, les 3 ENS, et 5 écoles de commerce (HEC, ESSEC, ESCP, EM Lyon et EDHEC). En filières scientifiques, ce sont un panier de 11 à 17 écoles d'ingénieurs qui ont été retenus selon la filière (MP, PC, PSI, PT ou BCPST). |                                     |                   |                      |                     |                     |

## Vie associative et lycéenne
Le lycée possède en son sein un certain nombre de clubs (éco-club, club cinéma, théatre…) et d'associations comme un journal, « l'Alphonse » qui paraît tous les mois et qui est géré par les élèves. De plus comme tous les lycées de France il compte un Conseil des délégués pour la vie lycéenne et une Maison des lycéens. On y trouve aussi un syndicat lycéen rattaché à l'Union nationale lycéenne depuis juin 2019.

## Structure du lycée
L'établissement se compose différentes cours dessinées par les bâtiments historiques du lycée, dans lesquels se déroulent les cours.
L'entrée principale se fait par la « cour d'honneur ».

## Personnalités

### Association des anciens élèves
L'Association des anciens élèves du lycée Alphonse-Daudet maintient le lien entre ceux qui ont fait leurs classes sur les bancs de l'établissement. Reconnue d'utilité publique en 1929, elle a organisé les remises de prix annuelles, et est à l'instigation de la création de la section tchèque.
Elle a été présidée successivement par :
| Identité                              | Période | Période  | Durée  |
| Identité                              | Début   | Fin      | Durée  |
| ------------------------------------- | ------- | -------- | ------ |
| Max Raphel (1863 - 1943)              | 1910    | 1912     | 2 ans  |
| Ferdinand Portal (d) (1876 - 1940)    | 1913    | 1927     | 14 ans |
| Théophile Barnier (d) (né en 1882)    | 1927    | 1939     | 12 ans |
| Jean Bosc (1875 - 1959)               | 1945    | 1955     | 10 ans |
| Maurice Gony (d) (1911 - 1987)        | 1956    | 1965     | 9 ans  |
| Pierre Hugues (d) (1903 - 1986)       | 1966    | 1977     | 11 ans |
| Jean Ménard (d) (1921 - 2011)         | 1977    | 1984     | 7 ans  |
| Georges Pincemaille (d) (1921 - 2023) | 1984    | 2006     | 22 ans |
| Alain Aventurier (d) (né en 1948)     | 2006    | En cours | 19 ans |